# Effetto Struve-Sahade
L'effetto Struve-Sahade (o effetto S-S) è un fenomeno rilevabile nelle righe spettroscopiche dei sistemi binari a doppia linea. 
Una binaria spettroscopica è denominata a doppia linea quando le linee spettrali di entrambe le stelle sono distinguibili tramite lo spettrografo. Quando uno dei due membri della coppia si avvicina all'osservatore, le sue linee spettrali si spostano verso il blu a causa dell'effetto Doppler; viceversa, quando uno dei due membri si allontana, allora si ha uno spostamento verso il rosso delle sue linee spettrali. Ognuna delle linee spettrali presenta una certa marcatezza in ragione delle proprietà fisiche e chimiche della fotosfera della stella. L'effetto Struve-Sahade consiste nell'anomalo indebolimento delle linee di una delle componenti del sistema, quando esse si spostano verso il rosso, cioè quando la componente recede rispetto a noi.
L'effetto fu notato per la prima volta da Otto Struve nel 1937. Esso è in qualche modo collegato con alcuni importanti parametri delle stelle binarie, quali il rapporto fra le masse e fra le luminosità delle due componenti. Nel 1950 Struve tentò di spiegare l'effetto come il risultato di getti di gas situati dietro la stella secondaria che la oscurano quando essa si allontana da noi. Nel 1959 Jorge Sahade sviluppò il modello di Struve, spiegando come i getti di gas siano prodotti dalla primaria e si estendano fino alla secondaria. Da allora il fenomeno è stato chiamato effetto Struve-Sahade. Nel 1997 Gies et al. hanno fornito una spiegazione alternativa dell'effetto: la collisione fra i venti stellari delle due stelle determinerebbe uno shock che viene deflesso a causa della forza di Coriolis, finendo per frapporsi fra l'osservatore e la secondaria e oscurandola. Da allora sono state avanzate altre ipotesi per spiegare l'effetto.